# 태강릉
태릉(泰陵)은 문정왕후 윤씨(文定王后 尹氏)의 능이고, 강릉(康陵)은 명종과 그의 비 인순왕후 심씨의 능이다. 두 능을 아울러 태강릉(泰康陵)이라고도 한다. 1970년 5월 26일 대한민국의 사적 제201호로 지정되었다.

## 태릉(泰陵)
조선 왕조 제11대 임금인 중종(中宗)의 왕비(제3비)인 문정왕후 윤씨(文定王后 尹氏) (1501년∼1565년)의 능으로, 1565년에 조성되었다. 태릉은 왕비의 봉분(封墳) 1기만을 조성한 단릉(單陵)이다. 왕후는 중종의 제2비 장경왕후(章敬王后) 윤씨와 동원(同原)에 있던 중종의 정릉(靖陵)을 봉은사(奉恩寺) 곁으로 천장(遷葬)하고 자신도 그 옆에 묻히기를 원하였지만, 정릉(靖陵) 주위의 지대가 낮아 장마철에 물이 들어 자주 침수되자, 뜻을 이루지 못하고 결국 이 곳 태릉에 안장되었다.

### 태릉봉향회
태릉봉향회(泰陵奉香會)는 (사)전주이씨대동종약원 산하기관으로 제11대 중종의 제3비인 문정왕후 윤씨(文定王后 尹氏)의 제향을 주관하는 공식 단체이다. 태릉 제향은 처음 정릉왕자파 동종회(靖陵王子派 同宗會)에서 1965년부터 2001년 5월 16일까지 제향을 봉행오다가 2002년 5월 16일부터 전주이씨 덕흥대원군파 대종회(全州李氏德興大院君派大宗會)로 이관되어 봉행하고 있다. 2002년 5월 16일 능하에서 많은 종친이 참석한 가운데 태릉봉향회 창립 총회가 개최되고, 이날 총회에서 초대 회장으로 덕흥대원군 12대손 이재원(李載元)이 선임되면서 봉향회가 새롭게 출발하였다. 2005년 3월 10일 2대 회장으로 대원군 16대손 이우영(李愚英)이 취임하고, 2007년 3월 10일 3대 회장에 이재구(李載九)가 취임하였다. 현재 제향에는 많은 종친과 파평윤씨 문중, 일반인들이 참반한 가운데 기신일 5월 16일에 제향을 받들고 있다. 조선왕릉 40기가 세계문화유산에 지정되게 하는 큰 역할이 바로 이러한 전통 왕릉제향이 계속 이어져 오는 점들을 들어 세계문화유산에 지정하였다고 한다.

## 강릉(康陵)
문정왕후 윤씨의 아들이자 조선 왕조 제13대 임금인 명종(明宗, 1545년∼1567년 재위)과 그의 비(妃) 인순왕후 심씨(仁順王后 沈氏, 1532년∼1575년)의 능이다. 강릉은 한 언덕에 왕과 왕비의 봉분(封墳)을 나란히 마련한 동원(同原) 쌍봉릉(雙封陵)이며, 난간으로 연결되어 있다. 강릉은 원형 보존을 위해서 일반인에게는 공개되지 않았으나 태릉을 찾는 관람객의 강릉 관람요구에 부응하여 편의시설 설치와 문화재 정비를 마치고 2014년 1월 1일부터 문을 열게 되었다.

## 지리
두 능은 서울특별시 노원구 공릉동에 소재하고 있다. 근처에 태릉선수촌이 있다.

## 같이 보기
- 조선왕릉
- 문정왕후
- 명종
- 인순왕후

## 갤러리

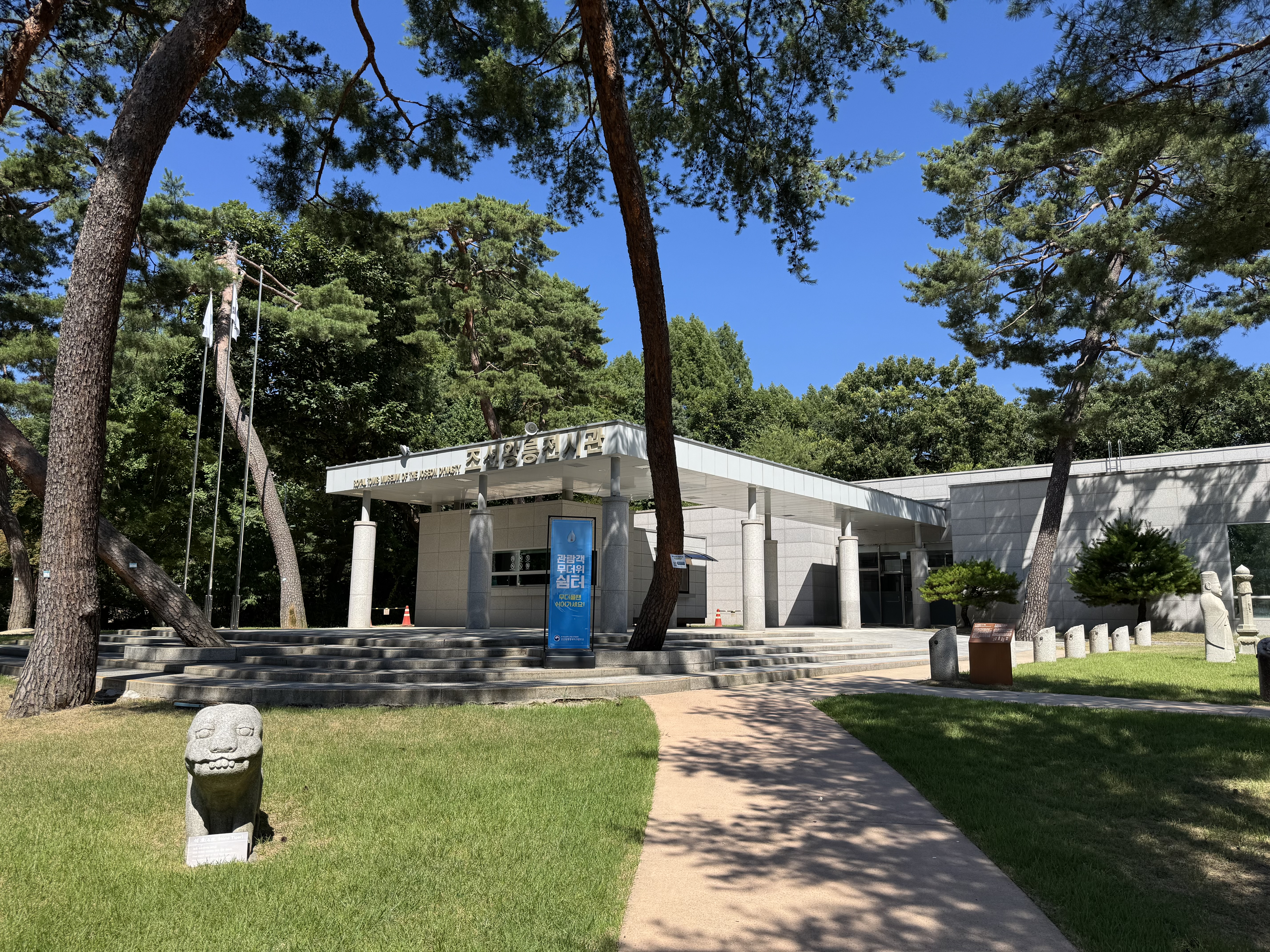
조선 왕릉 전시관
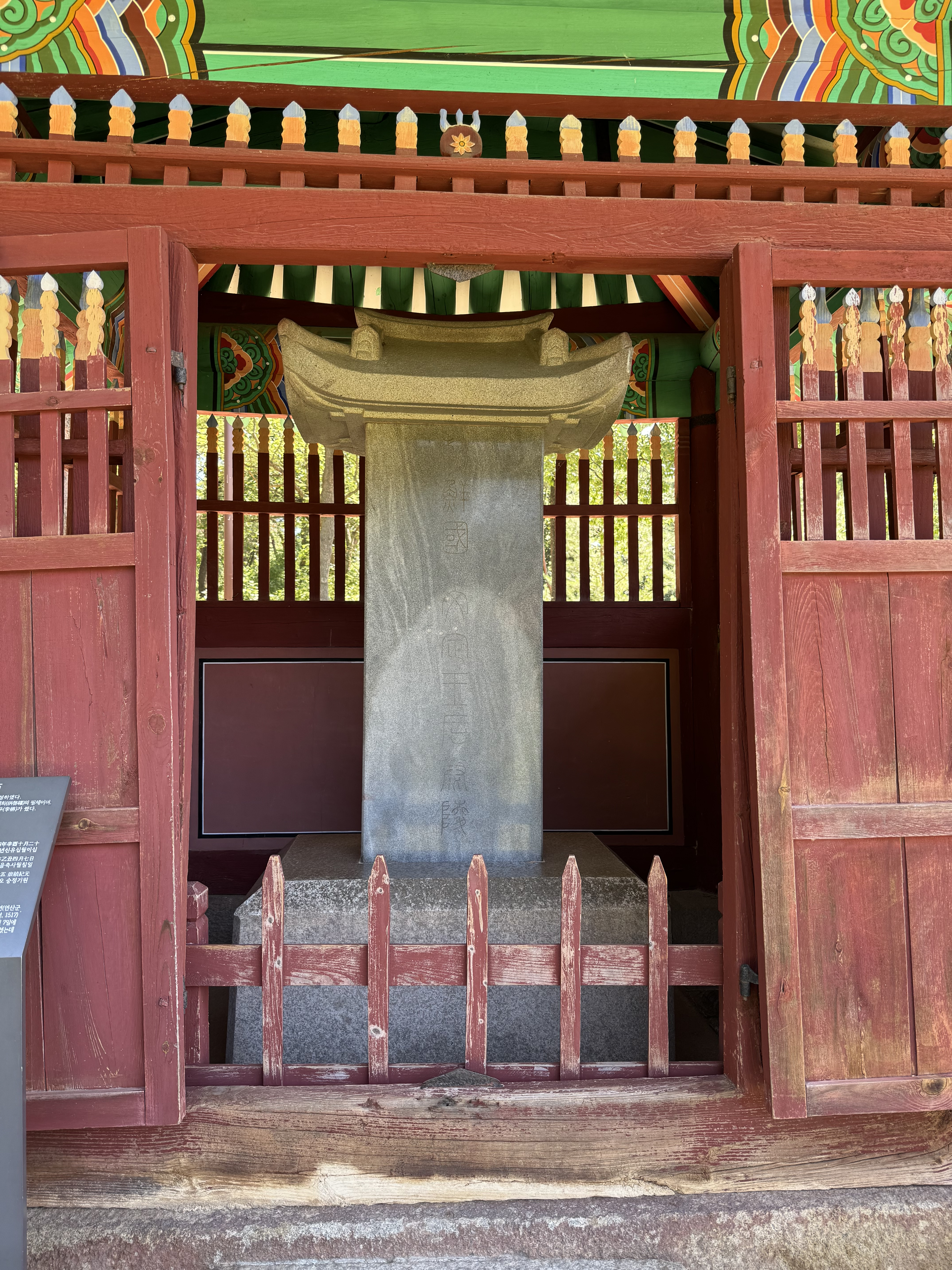
태릉 표석. 영조 29년 조성.
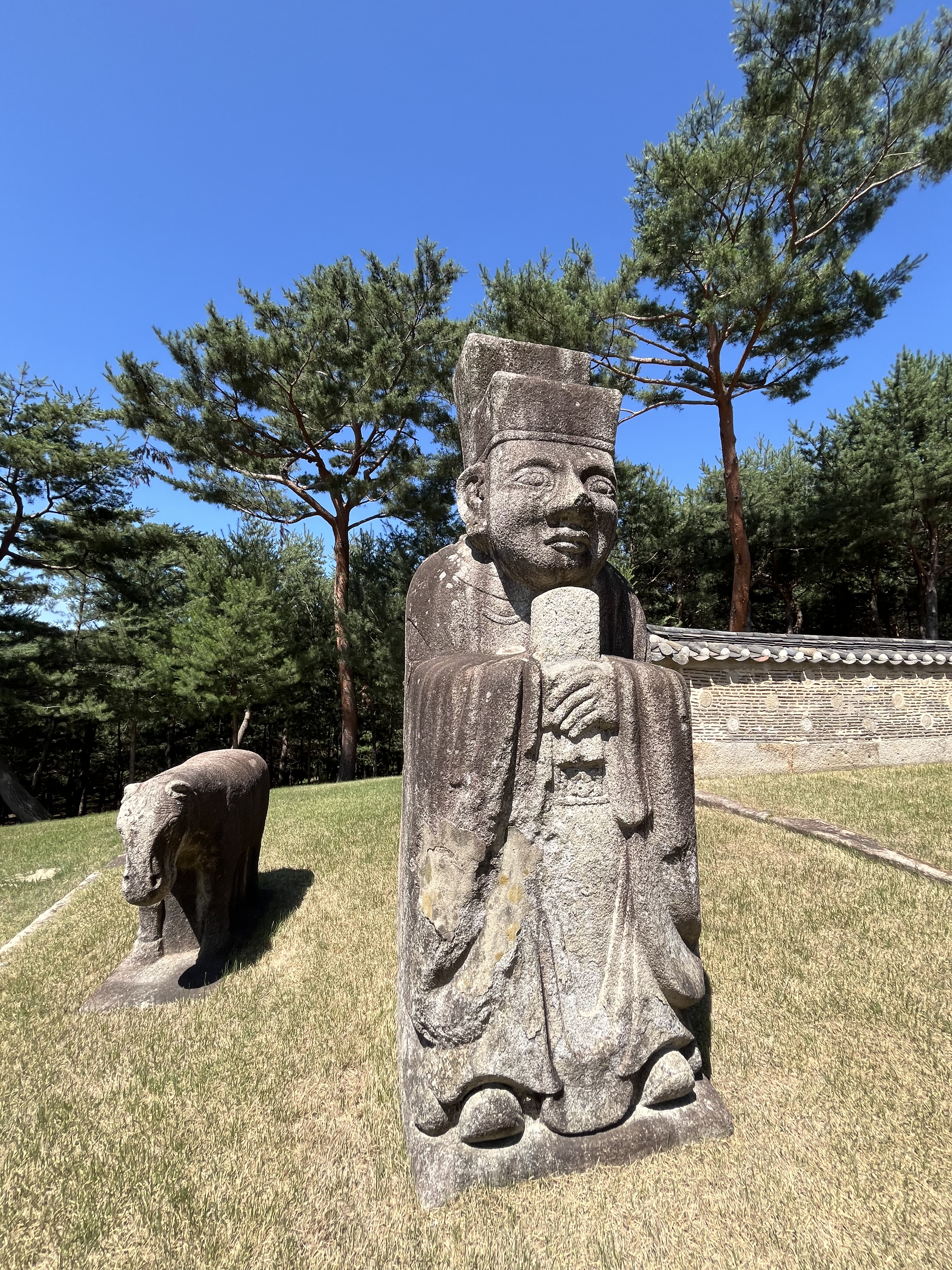
홀을 잡고 있는 태릉의 문석인
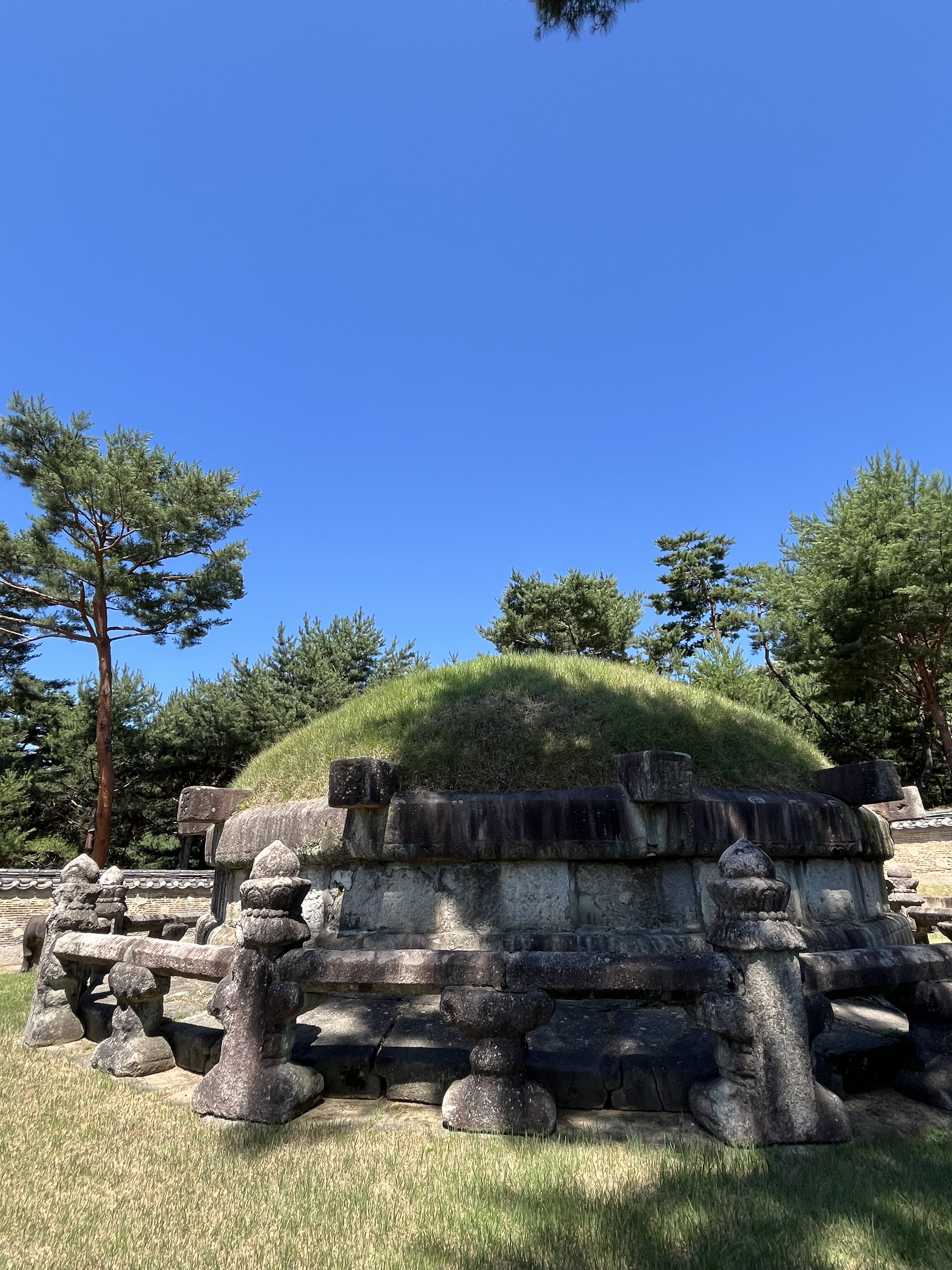
병풍석과 난간석이 둘러진 태릉 능침 봉분